# 儀同三司
儀同三司（ぎどうさんし）は、歴代中華王朝の官職。開府儀同三司（かいふぎどうさんし）とも。

## 歴史
「開府」は自らの名義で幕府を開いて属部の幕僚を置くことを指し、前漢では三公と大将軍・驃騎将軍・衛将軍にしか許されなかった。
後漢になって功績を挙げた大臣に対して、その労に報いる意味で儀同三司の号が授けられるようになった。授けられた者は三公と同様の儀礼と待遇を受けた。延平元年（106年）に車騎将軍に任じられた鄧騭が最初の儀同三司とされる。
魏晋では開府する将軍が非常に多くなり、それらの将軍が開府儀同三司を称するようになった。景初3年（239年）に車騎将軍に任じられた黄権が最初の開府儀同三司とされる。
南北朝時代後期になると儀同三司と開府儀同三司に分けられるようになり、皆が開府の権を得て官署を置くようになったことから、上開府儀同大将軍・開府儀同大将軍・上儀同大将軍・儀同大将軍の四種が新たに設けられた。
隋唐では文散官として扱われ、従一品であった。北宋の元豊の改革で開府儀同三司に移行した。元代でも存置されたが、明代になって廃止された。
高麗では成宗による制度改革として、淳化5年（994年）にそれまでの大匡に代わって開府儀同三司が導入された。文宗の治世に従一品と定められたが、忠烈王が元の世祖の駙馬となると廃止された。至正16年（1356年）、恭愍王による制度改革で復活し、品階は正一品上となった。その後、至正22年（1362年）に壁上三韓三重大匡、至正29年（1369年）に特進輔国三重大匡と順に改められた。
日本においては倭王武が高句麗の長寿王に対抗して開府儀同三司を自称したのが最も古いが、これは宋の皇帝の下であり日本独自のものではなく、長寿王にこれを認めた宋も武王には認可しなかった。後に開府儀同三司は散位の従一位の唐名として、儀同三司は准大臣の唐名として用いられた。准大臣は小倉百人一首成立の頃まで藤原伊周が唯一の例であったため、その母高階貴子は百人一首で儀同三司母と呼称されている。

## 参考資料
- 藤井律之「特進の起源と變遷 : 列侯から光禄大夫へ」『東洋史研究』第59巻第4号、東洋史研究會、2001年3月31日、607-644頁、doi:10.14989/155368。
- 速水大「隋唐「勲官」の府佐制度の変遷について」『文学部・文学研究科学術研究発表会論集』第2008巻、明治大学文学部・文学研究科、2009年3月1日、27-36頁。
- 平田陽一郎「「隋・于寛墓誌」の訳注と考察」（PDF）『沼津工業高等専門学校研究報告』第51巻、沼津工業高等専門学校、2017年1月、63-68頁。

| サブスタブ | この項目は、まだ閲覧者の調べものの参照としては役立たない、書きかけの項目です。この項目を加筆・訂正などしてくださる協力者を求めています。このテンプレートは分野別のサブスタブテンプレートやスタブテンプレート（Wikipedia:分野別のスタブテンプレート参照）に変更することが望まれています。 |